# Tegelberg
Il Tegelberg (1.881 m s.l.m.) è una montagna che fa parte delle Alpi dell'Ammergau nelle Alpi Bavaresi.
La vetta della montagna è raggiunta da una funivia.